# Ammonoencyrtus carolinensis
Ammonoencyrtus carolinensis är en stekelart som först beskrevs av Meyer 2001.  Ammonoencyrtus carolinensis ingår i släktet Ammonoencyrtus och familjen sköldlussteklar. Inga underarter finns listade i Catalogue of Life.